# Удавске
Удавске (на словашки: Udavské) е село в източна Словакия, в Прешовски край, в окръг Хумене. Според Статистическа служба на Словашката република към 31 декември 2021 г. селото има 1230 жители.
Разположено е на 165 m надморска височина, на 8 km североизточно от Хумене. Площта му е 13,2 km². Кмет на селото е Петер Худак.